# Druhy golfové hry

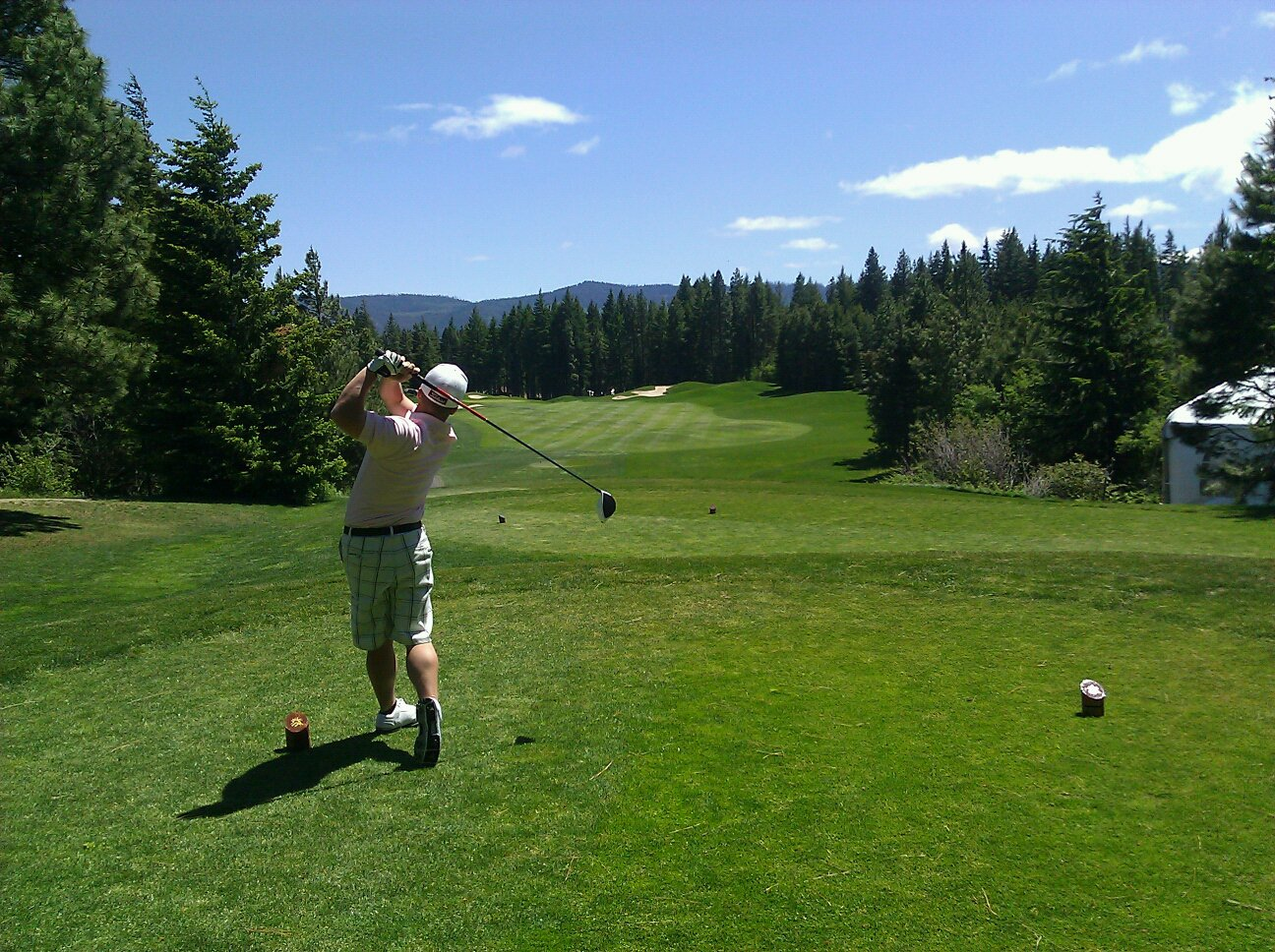

Kromě standardní golfové hry (tedy na rány, na 18 jamek, dle standardních pravidel) existuje celá řada variací či druhů golfových her, používaných pro zpestření. Tyto odlišné druhy golfové hry zahrnují různé formy bodování či vlastní hry, variace ve startovních postupech, hry ke golfu přidružené (například sázky) a nebo činnosti založené na golfu, nebo podobné golfovému sportu, které zahrnují golfové dovednosti nebo cíle.
Některé variace jsou v zásadě identické se standardním golfem, pouze s malými rozdíly, nebo se zaměřením na konkrétní aspekt hry, zatímco jiné jsou standardnímu golfu vzdálenější a jde o téměř odlišné hry. Některé varianty golfové hry jsou používány i v profesionálním prostředí pro umožnění hry v odlišných podmínkách, například pro zrychlení hry (hra na jamky), nebo pro umožnění týmových soutěží (viz Hrací formáty níže). Mnoho z variací golfu se ale hraje v neprofesionálním prostředí, bez přítomnosti rozhodčího a někdy bez přísného dodržování oficiálních pravidel. Někdy jsou odlišná pravidla dohodnuta hráči, třeba aby poskytla strukturu pro vedlejší sázky, které jsou nezávislé na konečném „tradičním“ skóre.

## Bodovací formáty

### Hra na rány
Při hře na rány je skóre odvozeno sečtením všech odehraných ran.

### Hra na jamky
Ve hře na jamky je skóre odvozeno odečtením počtu jamek „prohraných“ od počtu jamek „vyhraných“.

### Stableford
Podle bodovacího systému Stableford získá hráč body podle počtu úderů na každou jamku v poměru k paru. Standardní bodování je 1 bod za bogey, 2 body za par, 3 body za birdie, 4 body za eagle. Body získané za každou jamku se sčítají, aby se získalo celkové skóre, a hráč s nejvyšším skóre vyhraje.

### Par a Bogey
V soutěžích par a bogey každý účastník soutěží v hře na jamky proti hřišti. Na každé jamce hráč soutěží proti paru nebo bogey (v tradičním slova smyslu) a „vyhraje“, pokud skóruje birdie nebo lepší, „prohraje“, pokud skóruje bogey nebo horší, a „vyrovnají“ skórováním paru. Vítězem je hráč s nejlepším rozdílem výhry a ztráty.

## Hrací formáty
Standardním golfovým hracím formátem je individuální hra, ale golf poskytuje také příležitost hrát v mnoha párových či týmových formátech.

### Foursomes
Foursomes, nebo také alternativní rána, je párový formát. Každá dvojice má ve hře pouze jeden míč a hráči se střídají po ranách, dokud jamku nedohrají. Foursomes lze hrát jako hru na rány nebo hru na jamky.
Varianta foursomes je greensomes. V greensomes oba hráči odpálí a pak si vyberou míč, kterým jamku dohrají. Hráč, který nehrál zvolený první míč, zahraje druhou ránu a poté se dále střídají. Varianta greensomes, často označovaná jako gruesomes nebo bloodsomes, se někdy hraje tak, že protivnický tým vybere s jakým míčkem odehraným z odpaliště mají pokračovat, přičemž často vyberou horší míček, někdy i míč nehratelný. Hra pak pokračuje jako v greensomes.
Další variace foursomes je Chapman, také známý jako Pinehurst nebo American Foursomes. Podle Chapmanových pravidel oba hráči odehrají z odpaliště a poté zahrají míč svého partnera na druhou ránu, než se začnou střídat vyberou míč, kterým se má dokončit jamka; další (třetí) ránu hraje hráč, který zahrál vybraný míč z odpaliště.

### Four Ball
Four Ball (nebo také Better Ball či Best Ball) je párový formát. Každý hráč hraje svůj vlastní míč, lepší dosažené skóre na každé jamce se počítá jako skóre dvojice. Four Ball lze hrát jako hru na jamky nebo hru na rány.

### Best Ball
Při Best Ballu hraje každý člen týmu svůj vlastní míč jako při normální hře, ale nejnižší / nejlepší skóre všech hráčů v týmu se počítá jako skóre týmu na každé jamce.
Variace Best Ballu zahrnují Bowmaker, 1-2-3 Best Ball (nebo ChaChaCha ), Fourball Alliance, Arizona Shuffle a Low Ball / High Ball ; v každém z těchto formátů jsou stejná pravidla.
Termín Best Ball je také někdy používán když se odkazuje na Four Ball.

### Scramble
Ve Scramble každý hráč v týmu na každé jamce zahraje z odpaliště a hráči se poté rozhodnou, která ránu považují za nejlepší. Každý hráč poté zahraje svou druhou ránu z délky na jednu hůl z místa, kde ležel nejlepší míč, a postup se opakuje, dokud není jamka dohrána. Formát je používán v PGA Tour QBE Shootout a Challenge Father / Son.
Existuje mnoho variací na formát Scramble. Mezi často hrané patří Ambrose, která používá čisté bodování s handicapem týmu; Florida scramble, kde po každé ráně hráč, jehož míč je vybrán, nehraje další; a Texas scramble, ve kterém musí být použit stanovený počet odpalů z odpaliště každého člena týmu. Při champagne nebo shamble každý hráč odpálí z odpaliště na každé jamce před výběrem nejlepšího míče a dokončí jamku ve stylu Best Ball.

### Patsome
Patsome se hraje ve dvojicích na jamkách, které se hrají a střídají se formáty Four Ball, greensomes a foursomes. Obvykle bude prvních šest jamek Four Ball, dalších šest Greensomes a konečných šest foursome.

## Golfové hry a sázení

### Nassau
Nassau jsou tři sázky v jednom: nejlepší skóre na předních devíti jamkách, nejlepší skóre na zadních devíti jamkách a nejlepší skóre na celých osmnácti jamkách. Nassau je možná nejběžnější sázkou mezi golfisty a lze ji použít na všechny standardní formáty bodování.

### Skins
Ve hře skins golfisté soutěží na každé jamce jako samostatná soutěž. Hráč s nejlepším skóre na každé jamce vyhrává „kůži“, což jsou výherní peníze v profesionální hře nebo sázka v amatérské hře. Pokud je jamka vyrovnaná libovolným počtem soutěžících, kůže se posouvá na další jamku, takže další jamka stojí za dvě kůže. Je běžné, že hodnota kůží se zvyšuje s tím, jak kolo postupuje. Hodnotu kůže si hráči určí sami.

### Nines
Nines, nebo 9-bodů, je varianta hry na jamky, hraje se zpravidla mezi trojicemi, kde každá jamka je v celkové hodnotě devět bodů. Hráč s nejnižším skóre na jamce obdrží pět bodů, další nejnižší 3 a další nejnižší 1. Vyrovnání se obecně řeší sčítáním napadených bodů a rozdělením mezi vyrovnávající hráče; remíza na první místo má hodnotu čtyř bodů pro oba hráče, remíza pro druhé místo má hodnotu dvou bodů pro oba hráče a remíza mezi třemi má hodnotu tří bodů pro každého hráče. Hráč s nejvyšším skóre po 18 jamkách (ve kterých je uděleno 162 bodů) vyhrává hru. Tento formát lze použít k systematické sázce na hru; hráči každý přispívají do banku stejnou částkou peněz a každému bodu je přiřazena hodnota na základě množství peněz v banku, přičemž jakékoli nadhodnocení je pro celkového výherce.
Variace na Nines je Sixes nebo split Sixes, ve kterých je na každé jamce k dispozici šest bodů, udělených 4-2-0 s remízami vyřešenými jako v Nines.

### Bingo Bango Bongo
Bingo Bango Bongo je hra založená na bodech, kterou mohou hrát dva nebo více hráčů nebo týmů. V Bingo Bango Bongo jsou odměněny bodem tři typy úspěchů: první hráč, který dostane svůj míč na jamkoviště jako první (bingo), nejblíže k jamce, jakmile jsou všechny míče na jamkovišti (bango), první kdo dohraje jamku (bongo). Hráč s nejnižším přímým skóre na jamce vyhraje 2 body. Pokud dva nebo více hráčů remizuje, žádné body nebudou uděleny. Na konci hry vyhrává hráč s největším počtem bodů. Bingo Bango Bongo je považováno za hru pro zkušené hráče a díky bodovému hodnocení je populární vedlejší hrou pro sázení.

### Wolf
Wolf hra pro skupiny po čtyřech. Je hodnocen individuálně, ale hraje se jako 2 na 2 lepší míč nebo 3 na 1 lepší míč v týmech, které jsou určeny na začátku každé jamky. Pořadí hry z odpaliště je rozhodnuto před začátkem a je udržováno po celou dobu kola, s výjimkou počátečního hráče („Wolf“), který otáčí každou jamku, tj. Pokud je pořadí pro jamku 1 ABCD, pořadí pro jamku 2 bude pak BCDA atd. Každý hraje individuálně, přičemž každý z týmu s nejnižším skóre na každé jamce získává bod. Po jamce 16 se rotace čtyřikrát dokončila a je obvyklé, že hráč na posledním místě je označen jako Wolf pro poslední dvě jamky. Hráč s největším počtem bodů na konci kola vyhrává.
Na začátku každé jamky se Wolf rozhodne, zda chce, aby každý z ostatních hráčů byl jejich týmovým spoluhráčem ihned po odpalu. Vlk se může rozhodnout odmítnout všechny ostatní hráče. V takovém případě se jamka hraje jako 3 proti 1 a body se zdvojnásobí. Vlk se také může rozhodnout být „osamělým vlkem“ před vlastním výstřelem z tee, v tomto případě se body čtyřnásobí nebo poté, co odehrály ostatní, v tomto případě se body trojnásobí.

### Acey deucey
Aces and deuces, nebo acey deucey, je sázka, ve které je vítěz, dva skromní poražení a jeden velký poražený na každé jamce. Hra pro skupiny po čtyřech, nízký střelec („ace“) na každé jamce vyhrává určitou částku od každého ze tří ostatních hráčů; zatímco vysoký střelec („deuce“) na každé jamce dluží dalším třem. Ace má obvykle dvojnásobnou hodnotu deuce. Pokud nastane remíza, nikdo nic nedostane.

### Round robin
Round robin, také známý jako Hollywood nebo Sixes, je hra pro skupiny po čtyřech. Hráči soutěží proti sobě ve dvojicích, partneři se rotují každých šest jamek.

### Criers and whiners
Criers a whiners je známo mnoha různými jmény včetně No Alibis, Replay, Play it Again a Mulligans. Jak to naznačuje, je to hra mulliganů s handicapy převedenými do počtu do-over ran, kteří jsou golfisté povoleni během kola udělat.

### Vedlejší sázky

#### Sandies
Sázková hra, ve které když hráč, který skóroval par poté, co byl v bunkru vyhrává body nebo peníze. Bunker může být kdekoliv na hřišti.

#### Barkies
Barkies, někdy nazývaný Woodies nebo Seves (jako v Seve Ballesteros), se vyplácí automaticky každému hráči, který udělá par na jamce, na které zasáhl strom. Hodnota Barkie je stanovena před kolem.

#### Arnies
Arnies jsou vedlejší sázky, jejichž hodnota by měla být stanovena před zahájením kola. Automaticky je vyhrává každý golfista, který zahraje par, aniž by se mu podařilo dostat míč na fairway. Pojmenován na počest Arnolda Palmera, který ve své době vytvořil několik „Arnies“.

## Startovací postupy
Forma a organizace soutěže někdy vyžadují změny obvyklého startovacího postupu (kdy každý začíná od prvního odpaliště a hraje všechny jamky, v pořadí od první do osmnácté), zejména proto, aby se hra při turnajových soutěžích neúměrně neprotahovala.

### Dvě odpaliště
Některá 18jamková hřiště jsou uspořádány ve smyčkách, obvykle 9 jamek, které začínají a končí blízko klubovny, což usnadňuje dva nebo více výchozích bodů. Ve velkých turnajích, zejména u profesionálů dříve, než je pole sníženo řezem, je běžný start do dvou odpalů, přičemž pole je rozděleno mezi startováním na prvním odpališti a desátém odpališti (někdy deváté nebo jedenácté v závislosti na blízkosti klubovny).

### Canon start
Canon se používá hlavně pro amatérské nebo společenské turnaje a umožňuje všem hráčům začít a ukončovat své kolo zhruba ve stejnou dobu. V této variantě každý z flightů zahajuje svou hru současně na jiné jamce, například flight začínající na jamce 5 bude hrát do 18. jamky a následně pokračovat jamkou č.1 a své kolo ukončí na jamce č.4.